# Wilford Hiram Kirk

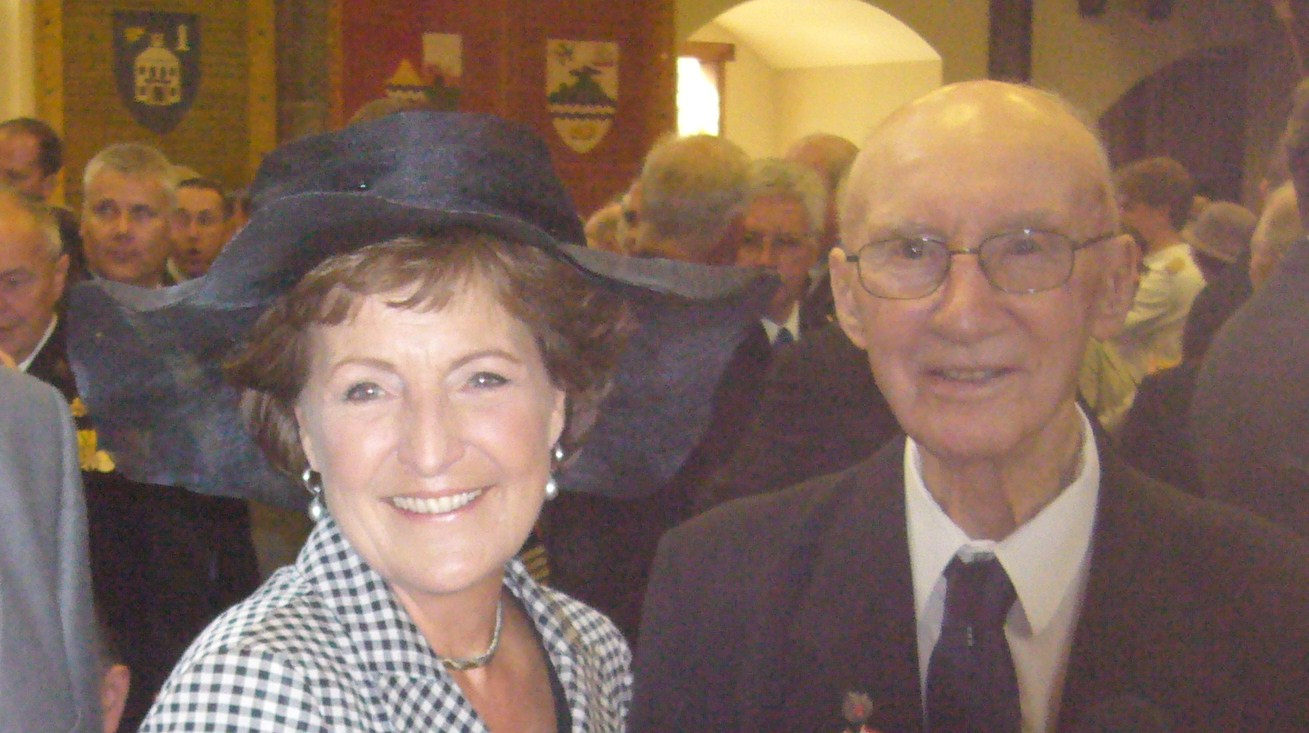
Kirk met prinses Margriet bij de uitreiking van de Militaire Willems-Orde aan Marco Kroon in 2009

Wilford Hiram Kirk (Saskatchewan, 18 februari 1918 -  aldaar, 30 juli 2009) was een Canadese militair die werd onderscheiden met de Militaire Willems-Orde, de hoogste Nederlandse militaire onderscheiding, voor zijn bijdrage aan de bevrijding van Nederland in de Tweede Wereldoorlog.

## Biografie
Kirk werd geboren nabij Marchwell in de Canadese provincie Saskatchewan. Zijn ouders waren Samuel Ernest Kirk en Violet Gertrude Cochran.
Hij voegde zich bij het bataljon Queen's Own Cameron Highlanders of Canada op 9 juli 1942 met de rang van sergeant. In september van dat jaar vertrok hij naar Engeland om een opleiding te volgen.
Op 7 juli 1944, een maand na D-Day, werd het bataljon verscheept naar Frankrijk en hielp de geallieerden om uit het bruggenhoofd rond Caen te breken.  Kirk vocht met het bataljon in Frankrijk, Nederland, België en Duitsland.

### Slag om de Schelde
Tijdens de slag om de Schelde gaf Kirk leiding aan een eenheid van 12 Canadezen bij een aanval op een Duitse bunker op een heuvel nabij Woensdrecht. Kirk wist de heuvel in te nemen maar raakte lichtgewond door shrapnel. Hij trok de aandacht van een tank die de bunker wist uit te schakelen. Kirk en zijn eenheid namen 17 Duitse soldaten gevangen die uit de bunker kwamen op zich over te geven.

### Na de oorlog
In maart 1945 werd hij naar Gent gezonden om daar nieuw aangekomen rekruten uit Canada op te leiden. Na het einde van de oorlog voegde hij zich weer bij de Queen's Own Cameron Highlanders in Amersfoort en kreeg het bevel over de militaire politie van de eenheid. Tijdens een patrouille reed hij met zijn motorfiets een granaatkrater in en brak zijn sleutelbeen. Hierdoor moest hij zes weken in het ziekenhuis verblijven.
In november 1945 vertrok hij weer naar Canada en op 10 januari 1946 verliet hij de militaire dienst. Enkele jaren later keerde hij terug naar Engeland om te trouwen met Doris E. Whisten in Barrow Upon Soar in Leicestershire. Ze gingen in Langenburg (Saskatchewan) wonen, waar ze een boerderij hadden. Ze kregen drie zoons, waarvan een kort na geboorte stierf.
Kirk keerde terug naar Woensdrecht in 1965 om de heuvel te bezoeken die hij in 1944 had ingenomen. Hierbij ontmoette hij een plaatselijk gezin, ouders en dochter, die zich in de kelder van de dorpskerk hadden verstopt tijdens de gevechten. De dochter van het gezin, mevr. de Jong-Kuijlen, bleef in contact met Kirk totdat hij in 2009 overleed op 91-jarige leeftijd. Hij werd begraven op Ingleside Cemetery in Marchwell.

## Eerbetoon
Kirk ontving de Militaire Willems-Orde (ridder 4e klasse) per koninklijk besluit op 8 december 1945.
Ook kreeg hij de Canadian Volunteer Service Medal en een reeks Britse onderscheidingen: de War Medal 1939-1945, Defence Medal, 1939-1945 Star en France and Germany Star.
Op het eerste jubileum van zijn sterfdag werd een krans op zijn graf gelegd door vertegenwoordigers van de Nederlandse overheid.